# 拉格雷利亞斯角
63°55′S 58°17′W / 63.917°S 58.283°W
拉格雷利亞斯角（英語：Lagrelius Point）是南極洲的海岬，位於葛拉漢地的詹姆斯羅斯島西北部，處於卡爾森島以南3公里，在1903年由瑞典探險隊發現和測量，現時由南極條約體系管理。